# Mainkanal (Volkach)
Der Mainkanal ist ein schiffbarer Durchstich des Mains bei Volkach in Unterfranken. Er kürzt den südlichen Teil der Mainschleife ab und gehört als Schleusen- und Kraftwerkskanal zur Staustufe Gerlachshausen der staugeregelten Bundeswasserstraße Main.

## Geographie

### Verlauf
Der von 1950 bis 1957 erbaute und 35 m breite Kanal zweigt oberhalb des Wehres Volkach aus dem Main ab und verläuft 6 km in südliche Richtung. Unterhalb von Schleuse und Wasserkraftwerk Gerlachshausen vereinigt er sich wieder mit dem natürlichen Lauf des Mains. Begleitet wird der Mainkanal von der Staatsstraße 2271 sowie vom Maintalradweg. Sein Bau erfolgte seinerzeit im Rahmen der „Notstandsmaßnahme der wertschaffenden Arbeitslosenfürsorge“.
Durch den Bau des Mainkanals ist die künstliche Weininsel mit den Weinorten Nordheim und Sommerach entstanden.  Der für Kleinfahrzeuge schiffbare Altmain umfließt die Weininsel auf einer Strecke von 12 km.
Im April 1955 fanden auf dem Mainkanal Schifffahrtsversuche statt, um den optimalen Querschnitt des geplanten Main-Donau-Kanals zu ermitteln.  

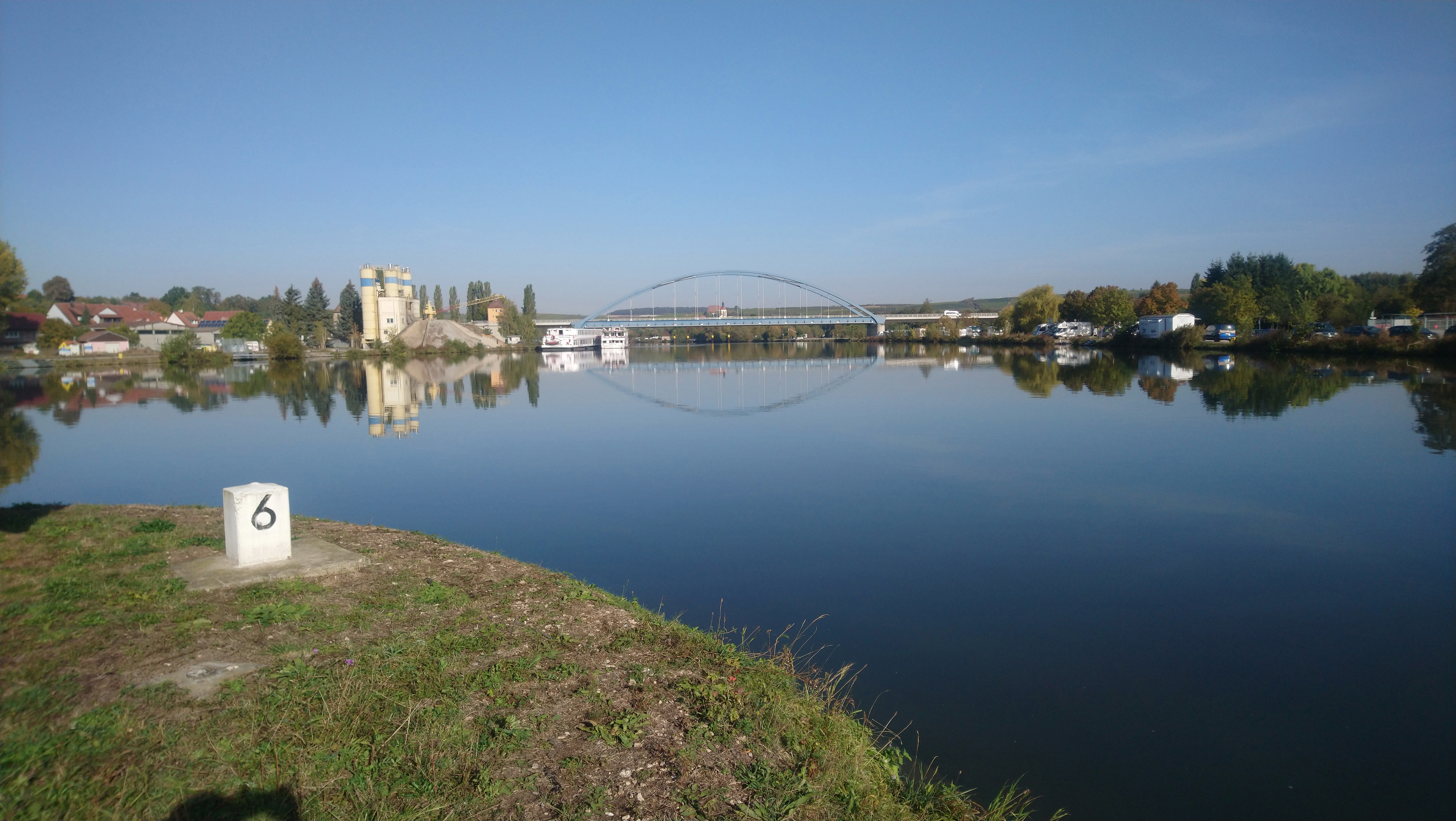
Nördliche Abzweigung aus dem Main
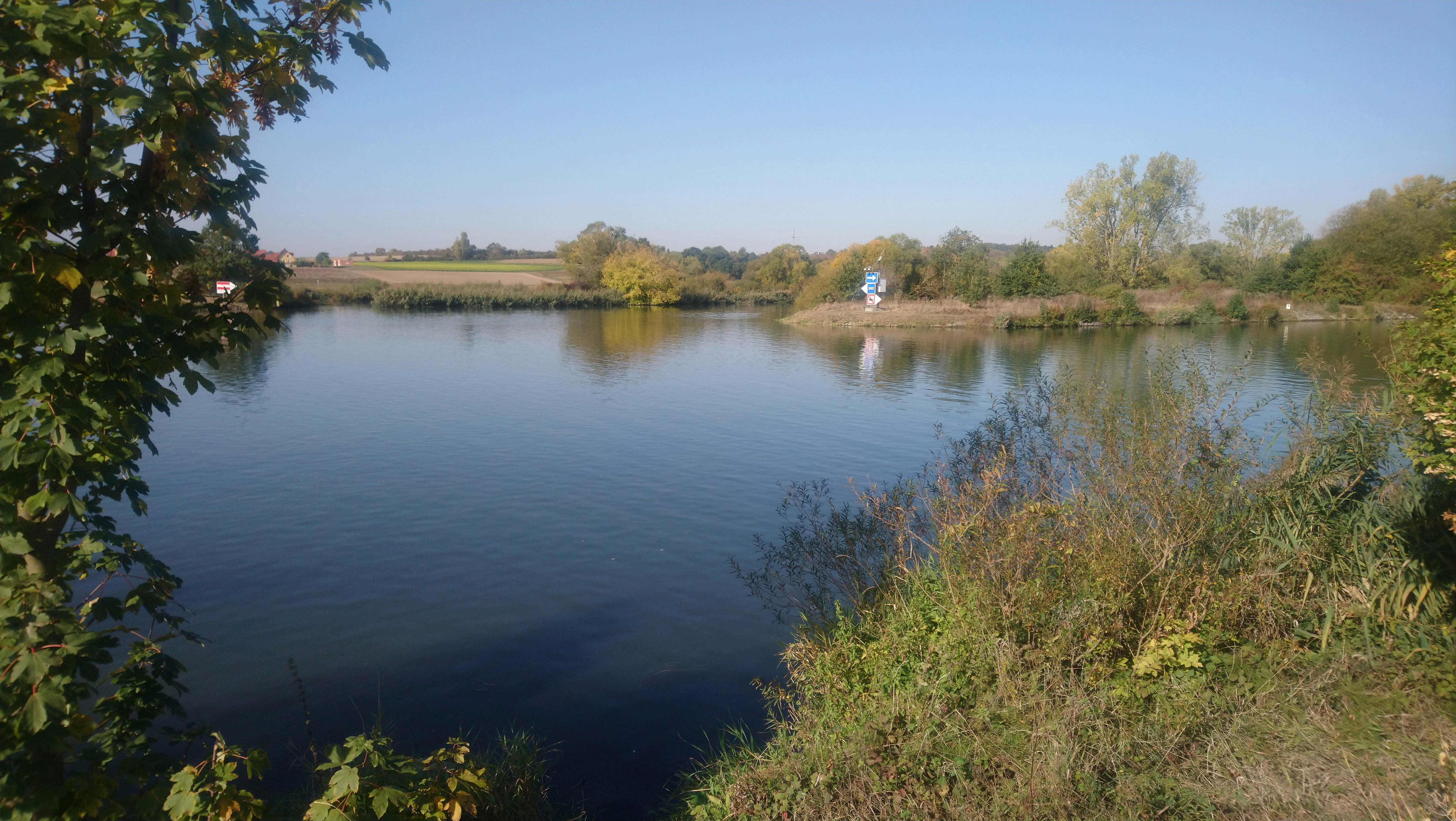
Südliche Einmündung in den Main

### Zuflüsse
Zu den benannten Zuflüssen des Mainkanals gehören (Auswahl; flussabwärts geordnet):
| Name             | GKZ     | Länge in km | EZG in km² | Zuflussrichtung | Mündungsort    |
| ---------------- | ------- | ----------- | ---------- | --------------- | -------------- |
| Rothenbühlgraben | 243192? | ca. 01,4    | ca. 01,3   | rechts          | Volkach        |
| Sommerach        | 243192? | ca. 04,5    | ca. 09,3   | links           | Sommerach      |
| Hölzersgraben    | 243192? | ca. 02,1    | unklar     | links           | Gerlachshausen |

## Geschichte
Die engen Windungen der Mainschleife stellten für die Schifffahrt im Mittelalter und Früher Neuzeit keinerlei Probleme dar, weil überwiegend mit kleinen Fahrzeugen geschifft wurde. Durch den Ausbau am Ende des 19. Jahrhunderts ermöglichte man durch die Grabung einer 22 m breiten und 90 cm tiefen Fahrrinne Schiffen bis zu 600 Tonnen die Durchfahrt. Allerdings setzten die teilweise sehr kleinen Radien bei der Durchfahrt durch die Mainschleife (400 bis 700 m) dem Ausbau des Mains eine Grenze. Nur durch die Kette, die man im Main verlegte, war Schiffen die Überwindung der engen Windungen möglich (siehe auch: Kettenschifffahrt auf dem Main).

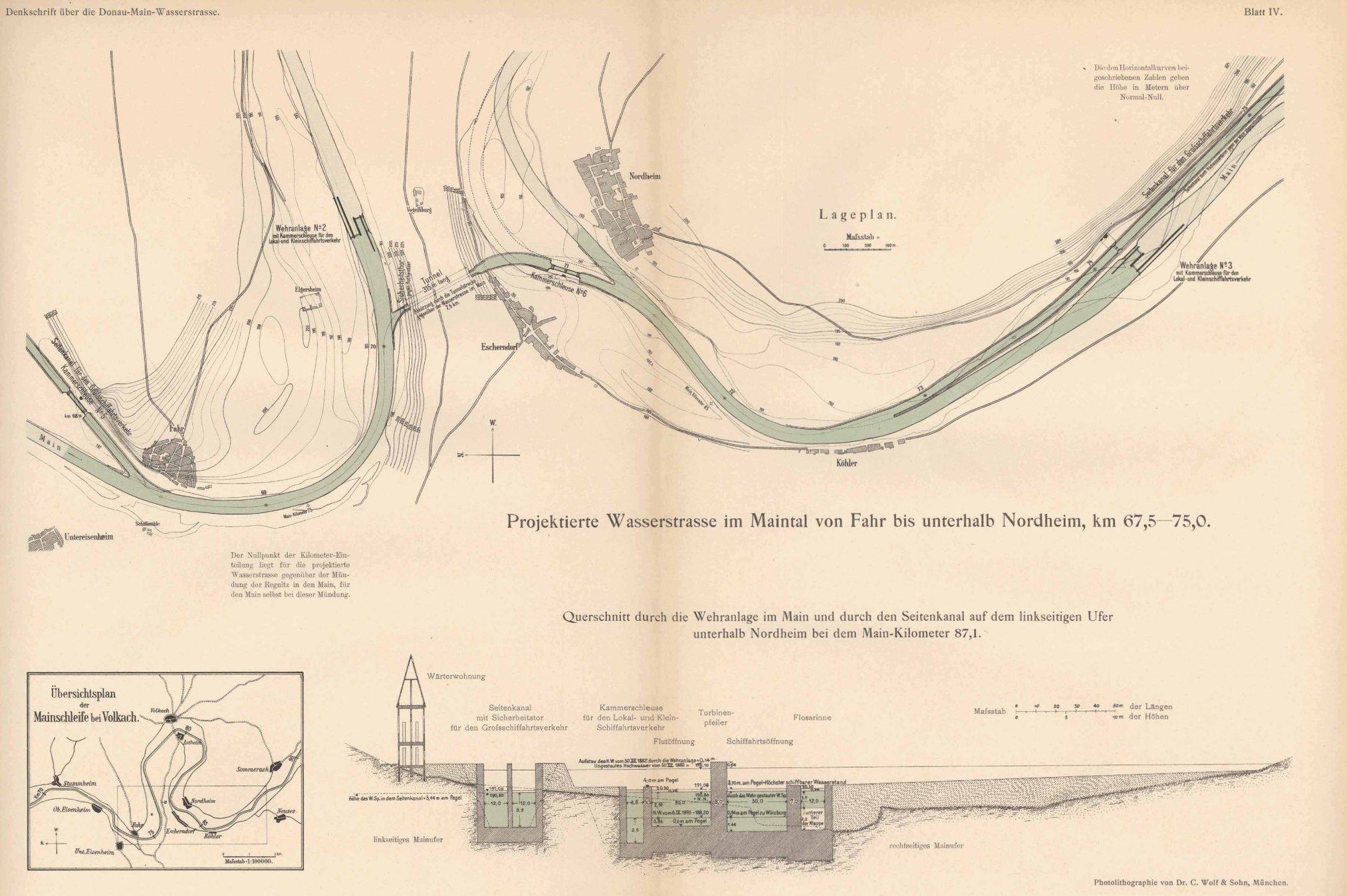
Erste Planungen sahen einen Tunnel durch den Escherndorfer Berg vor

Allerdings wurde der Ausbau des Mains zur Großschifffahrtsstraße unterhalb Würzburgs bereits in den 1930er Jahren vorangetrieben, sodass man die Kette 1938 beseitigte. Jetzt war man neuerlich vor das Problem gestellt, die Mainschleife überwinden zu müssen. Erste Planungen sahen deshalb einen 315 m langen Schifffahrtstunnel zwischen Fahr und Escherndorf/Köhler vor. Der Tunnel wurde aber verworfen, weil er eine zukünftige Verbreiterung der Schiffstypen nicht zuließ. Die Schiffe wären auf eine Länge von 67 m und eine Breite von 8,2 m begrenzt gewesen.
Andere Planungen umgingen die Mainschleife beim Ausbau ganz und entwarfen die sogenannte „Beilngrieser Linie“ mit einem Kanal zwischen Wernfeld und Arnstein-Garstadt im Süden Schweinfurts, die weite Teile des Maindreiecks umgangen hätte. Nach Überprüfungen des Neubauamtes Würzburg wurde diese Linienführung schnell aus geologischen, landwirtschaftlichen und finanziellen Gründen verworfen. Nun diskutierte man wieder die „Maintallinie“, die eine Umgehung der alten Würzburger Mainbrücke und die Kanalisierung der Mainschleife vorsah. 
Erste Planungen setzten eine Kanalisierung ab Gerlachshausen voraus. Der Kanal sollte dann an Obervolkach vorbei, durch Unterspiesheim, Gochsheim, Untereuerheim nach Viereth verlaufen. Am Volkacher Kirchberg wäre ein Kraftwerk entstanden. Die Finanzierung und der Protest der Bevölkerung führte zum Scheitern auch dieses Ansatzes. Nach weiteren Entwürfen wurde dann 1941 der heutige Durchstich Volkach-Gerlachshausen zur Ausführung bestimmt, der Zweite Weltkrieg verhinderte die schnelle Durchführung.
Der geplante Baubeginn nach dem Weltkrieg führte neuerlich zu Protesten aus der Bevölkerung, da der Bau große Eingriffe in die Natur zur Folge haben würde. Außerdem waren zwei große Halden für den Kanalaushub vorgesehen. Erst durch einen Kompromiss, der unter anderem den Erhalt eines Hangwaldes nahe der Hallburg vorsah, konnte man den Bau beginnen. Bereits 1950 wurden die Erdarbeiten öffentlich ausgeschrieben. Ab Sommer 1952 wurde die volle Tagesleistung von 3.700 Kubikmetern erreicht. Insgesamt waren im Spitzenbetrieb 750 Arbeiter an der Baustelle im Einsatz, sodass die Baustelle entscheidend zur Verringerung der Arbeitslosigkeit an der Mainschleife beitrug.

## Brücken
Insgesamt vier Brücken überspannen den Kanal. Alle wurden in der Folge des Kanalbaus angelegt, wobei viele in den 1970er und 1980er Jahren erneuert werden mussten. Insbesondere die Gemeinde Sommerach, deren Bewohner ihre Felder auf der anderen Seite des Kanals weiter bebauen wollten, war lange Zeit auf die Brücken angewiesen. Alle Bauten überführen lediglich für den lokalen Verkehr relevante Kreisstraßen oder Straßen noch geringerer Bedeutung. → siehe auch: Liste der Mainbrücken
| Main-Kilometer | Brückenname           | Überführt         | Konstruktion       | Gemarkung                         | Geokoordinate | Anmerkungen                                                                |
| -------------- | --------------------- | ----------------- | ------------------ | --------------------------------- | ------------- | -------------------------------------------------------------------------- |
| 304,53         | Volkacher Kanalbrücke | Kreisstraße KT 29 | Stahlbetonbrücke   | Volkach                           | ⊙             |                                                                            |
| 302,63         | Dimbacher Kanalbrücke | Kreisstraße KT 57 | Stahlverbundbrücke | Sommerach                         | ⊙             | 1957 fertiggestellt, Neubau 1986–1988, Breite 8,50 m, Lichte Weite 43,60 m |
| 301,53         | Brücke am Ried        | Feldweg           | Stahlverbundbrücke | Schwarzach am Main-Gerlachshausen | ⊙             | 1957 fertiggestellt, Neubau 1988                                           |
| 300,34         | Schleusenbrücke       | Kreisstraße KT 29 | Stahlbalkenbrücke  | Schwarzach am Main-Gerlachshausen | ⊙             |                                                                            |